# MLS Next Pro
La MLS Next Pro est une ligue professionnelle nord-américaine de soccer organisée par la Major League Soccer (MLS) et attendue comme l'un des troisièmes échelons nord-américains, en attente de confirmation par la Fédération des États-Unis de soccer.
La compétition n'est pas encadrée par une limite d'âge et les équipes réserves de Major League Soccer sont plutôt appelées « secondes équipes » selon les dirigeants de la MLS.

## Histoire

### Une nouvelle ligue réserve
Le 21 juin 2021, la Major League Soccer fait l'annonce de la création d'une nouvelle ligue professionnelle qui débutera ses activités en 2022. Selon le président de la MLS, Mark Abbott, l'idée de cette nouvelle compétition vient de la volonté de créer une passerelle entre les académies et les équipes premières professionnelles des franchises de MLS. Également est avancé l'intérêt d'apporter plus d'opportunités aux joueurs, entraîneurs et arbitres en Amérique du Nord tout en permettant de multiplier les équipes professionnelles aux États-Unis et au Canada, desservant ainsi plus de marchés locaux.
Cette nouvelle intervient alors que la Major League Soccer ne dispose plus d'une ligue réserve qui lui est propre. En effet, la MLS Reserve Division, active de 2005 à 2008 puis de 2011 à 2014, n'est plus perçue comme le modèle optimal. Les franchises de MLS voulant bénéficier des avantages d'une équipe réserve alignent progressivement une formation en USL Championship ou en USL League One, respectivement les deuxième et troisième division en Amérique du Nord,. Or, les dirigeants de ces deux ligues qui ont connu un développement remarquable dans la dernière décennie déplorent un système à deux vitesses où les équipes réserves de MLS participent dans un but de formation tandis que les clubs indépendants de ces deux circuits sont à la recherche d'un succès sportif à chaque saison. Par conséquent, la création de cette nouvelle ligue met fin au partenariat initié en janvier 2013.

### Lancement
L'annonce officielle du lancement de la nouvelle ligue et le dévoilement de son identité sous le nom de MLS Next Pro se fait le 6 décembre 2021, quelques jours avant la rencontre de Coupe MLS 2021. Dans un système pyramidal nord-américain complexe, la MLS Next Pro demande sa reconnaissance comme ligue de troisième niveau, au même titre que la USL League One et la NISA, mais un échelon en dessous du USL Championship.
Pour sa saison inaugurale en 2022, la ligue comporte vingt-et-une équipes. Vingt d'entre elles constituent des équipes réserves de MLS tandis que le Rochester New York FC (anciennement Rhinos de Rochester est le seul club indépendant). Ce dernier est une formation historique aux États-Unis, avec notamment un titre en Coupe des États-Unis en 1999, mais qui a connu quelques difficultés ces dernières années ayant contraint à une suspension de ses activités entre 2018 et 2021. L'arrivée de l'attaquant international anglais Jamie Vardy au sein du groupe de propriétaires à Rochester le 15 juin 2021 permet de relancer le club qui est donc le premier club indépendant de la ligue naissante. De leur côté, quatre des équipes réserves de MLS proviennent de USL League One alors que trois sont issues du USL Championship. L'expérience du Rochester New York FC tourne rapidement court puisque Jamie Vardy quitte le groupe d'actionnaires à l'été 2022 selon plusieurs sources. et, à défaut de nouveaux investisseurs, les dirigeants du club publient un communiqué le 10 mars 2023 pour annoncer que l'équipe ne participera pas à la prochaine saison de MLS Next Pro et cesse ses activités.

## Organisation

### Format de la compétition
Pour sa saison inaugurale, la MLS Next Pro comporte vingt-et-une équipes, dont vingt équipes réserves de Major League Soccer. Le calendrier proposé inclut vingt-quatre rencontres par club, huit d'entre eux accédant aux séries éliminatoires.
Le principe de cette nouvelle ligue est de créer une passerelle entre les académies et les équipes premières professionnelles des franchises de MLS tout en développant le soccer au sein des clubs indépendants. La compétition est également perçue comme un outil favorisant l'émergence de nouveaux concepts, permettant la création de nouvelles règles en coordination avec la FIFA et la Fédération des États-Unis de soccer,.
Ainsi, pour favoriser un jeu offensif et limiter le nombre de verdicts nuls, la ligue instaure une règle consistant à déterminer le vainqueur d'une rencontre se soldant par une égalité grâce à une séance de tirs au but. Les deux équipes obtiennent un point pour le match nul tandis que le gagnant dispose d'un point additionnel. Cette règle n'est pas une innovation puisque la Major League Soccer utilise la méthode du tir de fusillade entre 1996 et 1999.
D'un point de vue médical, la MLS Next Pro adopte le principe du remplacement supplémentaire en cas de potentiel traumatisme crânien, suivant les pas de la Major League Soccer et des autres ligues professionnelles sous l'égide de la Fédération des États-Unis de soccer qui ont introduit cette règle en avril 2021.
Le 6 juillet 2022, de nouvelles règles sont introduites en cours de saison.
1. Le traitement hors du terrain. Lorsqu'un joueur demeure au sol pendant plus de quinze secondes, le personnel médical de son équipe intervient et l'accompagne jusqu'à l'extérieur du terrain. Une fois hors de la surface de jeu, le joueur doit patienter trois minutes avant de faire son retour sur la pelouse. Cette règle a pour but de limiter les simulations et pertes de temps qui saccadent le rythme et réduisent le temps de jeu effectif d'une rencontre.
2. La règle du carton rouge. Lorsqu'un joueur obtient un carton rouge, sa rencontre de suspension automatique doit être effectuée face à l'équipe contre laquelle il a subi cette sanction. L'objectif est d'assurer une plus grande équité liée aux cartons rouges.

### Couverture médiatique
Lors de l'annonce de la création prochaine d'une nouvelle ligue réserve pour les franchises de MLS, le président de la Major League Soccer, Mark Abbott, affirme que toutes les rencontres seront diffusées, certaines d'entre elles pouvant même passer sur des réseaux de télévision traditionnels. Un des objectifs visés par le lancement de cette ligue est, selon Abbott, d'amener le soccer professionnel vers des marchés médiatiques non desservis par une franchise de MLS, et donc d'augmenter la visibilité de la ligue mère.

## Équipes de la MLS Next Pro en 2025

### Carte
| Austin II Rapids 2 North Texas Sporting II Dynamo 2 Ventura County LAFC 2 Monarchs The Town Tacoma Minnesota 2 Timbers 2 Whitecaps FC 2 Atlanta 2 Fire II Legacy Crew 2 Huntsville Revolution II Orlando B Union II NYCFC II Red Bulls II Toronto FC II FC Cincinnati 2 Inter Miami II St. Louis 2 Core Chattanooga |

| - Conférence Ouest | - Conférence Est |

### Tableau
Vingt équipes de MLS Next Pro sont des équipes réserves de franchises de Major League Soccer et sont affichées en gras. Les clubs indépendants sont écrits en italique.

## Palmarès
À noter que dans le tableau suivant, les victoires ou défaites obtenues en tirs au but sont rangées dans la colonne des victoires et des défaites respectivement.
| Saison | VainqueurCoupe MLS Next Pro | Finaliste           | Résultat | Lieu de la finale         | Vainqueursaison régulière | Bilan V-D |
| ------ | --------------------------- | ------------------- | -------- | ------------------------- | ------------------------- | --------- |
| 2022   | Crew 2 de Columbus (1)      | St. Louis City SC 2 | 4 - 1    | Lower.com Field, Columbus | Crew 2 de Columbus        | 18-6      |